# Agrostis retrofracta
Agrostis retrofracta é uma espécie de gramínea do gênero Agrostis, pertencente à família Poaceae.